# António de Andrade
António de Andrade (Oleiros, 1580 – Goa, 19 maart 1634) was een Portugees jezuïet en missionaris. Hij begon zijn studie aan het college van de jezuïeten in Coimbra en vervolgde die aan het college in Lissabon. In april 1600 vertrok hij uit Lissabon en in oktober arriveerde hij in Cochin. Andrade reisde naar Goa waar hij zijn studie in filosofie en theologie voortzette aan het daar gevestigde college van de jezuïeten.
Na de voltooiing van die studie ontving hij zijn priesterwijding en werd missionaris op Salsette, een eiland voor de westelijke kust van India. Daarna werd Andrade benoemd tot rector van een aantal colleges van de jezuïeten in de provincie Goa. In 1612 werd hij naar de missie in Agra gezonden, de toenmalige hoofdstad van het Mogolrijk.

## De missie in het Mogolrijk
De Andrade werd in 1619 benoemd tot hoofd van de missie in het Mogolrijk. De missie van de jezuïeten in het gebied dateerde van 1578 uit de periode van de keizer Akbar. Deze had een verzoek naar Goa gestuurd om enkele jezuïeten deel te laten nemen aan een debat aan zijn hof tussen verschillende godsdiensten. Akbar had beloofd zich tot die godsdienst te bekeren die hem het meest overtuigend leek. De werkelijkheid was, dat het dispuut georganiseerd werd om Akbar nieuwe ideeën te laten opdoen voor een nieuwe theologie, waarin hij zelf aanbeden zou worden. De jezuïeten waren om politieke redenen aan het hof gebleven en waren daar ook welkom tijdens de periode van de zoon van Akbar, Jahangir. De missie van meestal vijf, zes jezuïeten had vooral een diplomatieke rol, maar voelde zich daarnaast verantwoordelijk voor een aantal kleine christelijke gemeenschappen in Agra en Lahore die vooral bestond uit Armeense handelaren. Nieuwe bekeringen kwamen echter niet voor.
De Andrade wenste daarin verandering te brengen en ontwikkelde een voorstel om nieuwe posten in het rijk te creëren, waaronder Gujarat. De kansen op bekeringen zouden volgens de Andrade daar reëel zijn. Dat bracht hem in conflict met André Palmeiro, de visitator van de orde van de jezuïeten in de provincies Malabar en Goa. Een visitator was een inspecteur, die zelf niet direct betrokken was bij de missie, maar wel in of nabij het missiegebied resideerde. Hij oefende namens de generaal-overste van de orde toezicht uit op de kwaliteit van de missies, het gedrag van de missionarissen en de voortgang van resultaten van de missie. De veel pragmatischer ingestelde Palmeiro liet de situatie in de beoogde steden onderzoeken en kwam tot de conclusie dat de kans op nieuwe bekeringen daar inzet van de schaarse middelen en menskracht tot zijn beschikking niet rechtvaardigden. Hij verwierp dus het voorstel van de Andrade.

## De eerste reis naar Tibet
Het is mogelijk dat deze afwijzing de Andrade deed besluiten om dan maar een nieuw missiegebied voor bekeringen te kiezen. Vanaf de vestiging van de Portugezen in India in de loop van de zestiende eeuw waren er geruchten over het bestaan van christelijke gemeenschappen als gevolg van veel vroegere evangelisatie. Deze gemeenschappen werden in dit geval gezocht achter de bergketen van de Himalaya.
De Andrade begon de voorbereidingen voor een missie naar Tibet en benoemde een plaatsvervanger voor de positie in het Mogulrijk. In maart 1624 voegden hij en Manuel Marques zich bij een reisgezelschap van de keizer Jahangir dat op weg was naar Kasjmir. In Delhi ontdekten zij dat een groep hindoe's een pelgrimstocht ging ondernemen naar tempels ten noorden van Agra. Andrade besloot zich bij hen te voegen. Vermomd als hindoe's reisden zij met de groep naar Uttarakhand. In augustus arriveerde hij in Tsaparang de hoofdstad van het toen nog onafhankelijke koninkrijk Guge in het westen van Tibet. De Andrade had deze reis ondernomen zonder enig overleg met zijn superieuren in Goa. In een brief aan de generaal-overste in Rome liet Palmeiro daar geen enkele twijfel over.
In Tsaparang werden de Andrade en Marques door de koning vriendelijk ontvangen die veel interesse gehad zou hebben in het christendom. Dit ontmoette oppositie van de belangrijkste lama uit de boeddhistische gemeenschap in Guge, de broer van de koning. Andrade en Marques bleven slechts enkele maanden in Tsaparang, omdat zij wensten terug te keren naar India voordat sneeuwval de doortocht door de passen onmogelijk zou maken. De koning wilde hen alleen laten vertrekken onder hun uitdrukkelijke belofte zo spoedig mogelijk terug te komen. De koning beloofde de bouw van een kerk mogelijk te maken en gaf hen een brief mee voor de provinciaal in Goa. In november 1624 overhandigde Andrade een rapport en die brief aan de provinciaal.
Wij, de Koning van Potente, waren verheugd door de aankomst in ons land van Vader Antonio Franguim (de naam voor Portugezen in India) om ons de heilige wetten te leren. Wij beschouwen hem als onze belangrijkste lama en geven hem de mogelijkheid de heilige wet aan ons volk te leren. Wij zullen niet toestaan dat iemand hem aanvalt en wij zullen alle hulp geven voor de bouw van een gebedshuis. Wij zullen geen enkele geloofwaardigheid verlenen aan kwade beschuldigingen van de Moren (moslims) tegen de Vaders, omdat wij weten dat zij (de moslims) tegenstanders zijn van degenen die de waarheid volgen, omdat zij zelf geen wet en religie hebben. Wij verlangen van de grote Vader (de provinciaal) om Vader Antonio terug te zenden naar ons land, zodat hij onze mensen behulpzaam kan zijn.
Onder de titel Novo Descobrimento do Gram Cathayo, ou Reinos de Tibet, pello Padre Antonio de Andrade de Companhia de IESU, Portuguez, no anno de 1624 werd het rapport in 1626 in Lissabon gepubliceerd. Zeer kort daarna verschenen vertalingen in meerdere Europese talen.

## De tweede reis naar Guge

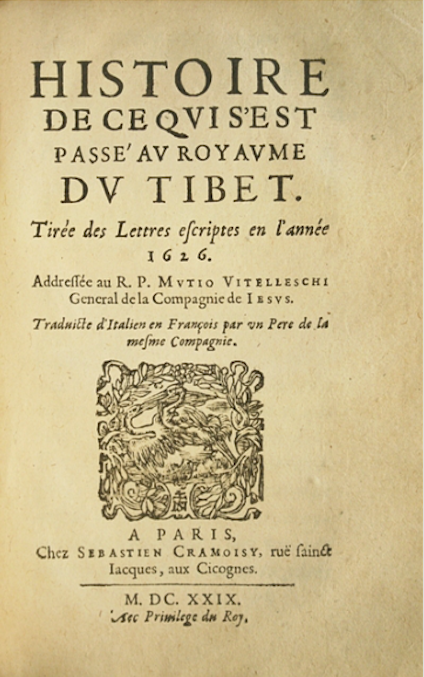
Franse vertaling uit 1626 van het eerste rapport van Andrade

In 1625 keerde Andrade, nu vergezeld door Gonzales de Sousa terug. Het was Andrade nu ook wel duidelijk, dat er in Guge geen sprake was geweest van een eerdere christelijke aanwezigheid. Er werd een kerk en een woongebouw voor de missionarissen gebouwd. Daarna arriveerden Marques en nog drie anderen, waardoor er nu zes missionarissen aanwezig waren. De nog steeds goede verhouding tussen Andrade en de koninklijke familie werd door hem beschreven in een tweede rapport, dat hij vanuit Guge in 1626 verzond. In dit rapport beschreef hij meer dan in het eerste de culturele en religieuze gebruiken. Hij meldde dat Guge de toegangspoort is naar veel andere gebieden. In dat verband noemt hij U-Tsang ( Centraal-Tibet).
In het rapport werd echter ook de groeiende spanning met de boeddhistische geestelijkheid beschreven. Andrade en nog veel andere missionarissen na hem herkenden de lokale religie overigens niet als boeddhistisch en hadden ook geen idee van de Indiase wortels daarvan. Er werd meestal gesproken over de religie van Tibet. Pas begin negentiende eeuw werd in Europa duidelijk dat het om boeddhisme handelde. De enige uitzondering was Ippolito Desideri (1684-1733) van wie de werken onmiddellijk na zijn dood in de vergetelheid raakten.
In een brief van 1727 keerde Andrade terug op het onderwerp Centraal-Tibet. Hij meldde dat de koning van U-tsang hem een uitnodiging had gezonden. De aanwezigheid van Lama's uit het westen was nu ook bekend in andere staten. Andrade meldde in de brief ook een uitnodiging te hebben ontvangen van de koning van Ladakh. Het is buitengewoon onwaarschijnlijk dat er gevolg is gegeven aan die uitnodigingen. Het enige dat vast staat is de vestiging van een kleinere missiepost in Rudok, een vazalgebied van Guge. Deze brief maakt ook duidelijk dat de polarisatie tussen de koning en zijn broer steeds groter wordt.

## Terug in India en het eind van de missie in Guge
In 1929 vertrok Andrade uit Guge. Het is onduidelijk om welke reden dat was. Na aankomst in Goa werd hij benoemd tot provinciaal van de jezuïeten in de gehele provincie. De missie in Tsaparang verloor hiermee een sterke leider. Het is mogelijk dat een aantal tegenstanders van de koning dit moment gebruikten om in actie te komen. Enige vazallen kwamen in opstand. Troepen uit Ladakh vielen Guge binnen, namen de koning gevangen en voerden hem naar Leh. De kerk in Tsaparang werd geplunderd. Diverse brieven van nog aanwezige missionarissen maken duidelijk, dat zij zich in een buitengewoon moeilijke positie bevonden.
Andrade hoorde pas van deze problemen in 1632. In een brief van februari 1633 beschreef hij de situatie aan de Generaal-overste van de orde van de jezuïeten. Niet lang daarna kon hij zijn functie als provinciaal van de provincie opgeven en vroeg hij toestemming naar Guge terug te keren. Hij trof voorbereidingen om met een groep van zes missionarissen daarheen te reizen. Geheel onverwacht overleed hij echter op 19 maart 1634 door vergiftiging. De redenen voor de moord zijn nooit duidelijk geworden. Er zijn bronnen die een islamitische bediende van Andrade aanwijzen als de moordenaar. Er zijn ook bronnen die een zoon van een Portugees noemen, die Andrade op het punt stond te rapporteren aan de inquisitie in Goa. Meer recent onderzoek in de archieven van de inquisitie wijst naar andere in Goa aanwezige jezuïeten, die een wrok ten opzichte van Andrade voelden.
De omstandigheden voor de missie in Tsaparang werden steeds slechter. In 1635 waren de missionarissen feitelijk gevangenen en werden uiteindelijk uitgewezen. Tot 1640 waren er nog enkele pogingen de missie te doen herleven. Die eindigden met de gevangenschap van Manuel Marques, de metgezel van Andrade op zijn eerste reis. Het uiteindelijke lot van Marques is altijd onbekend gebleven.